# Ballstraße 28 (Quedlinburg)

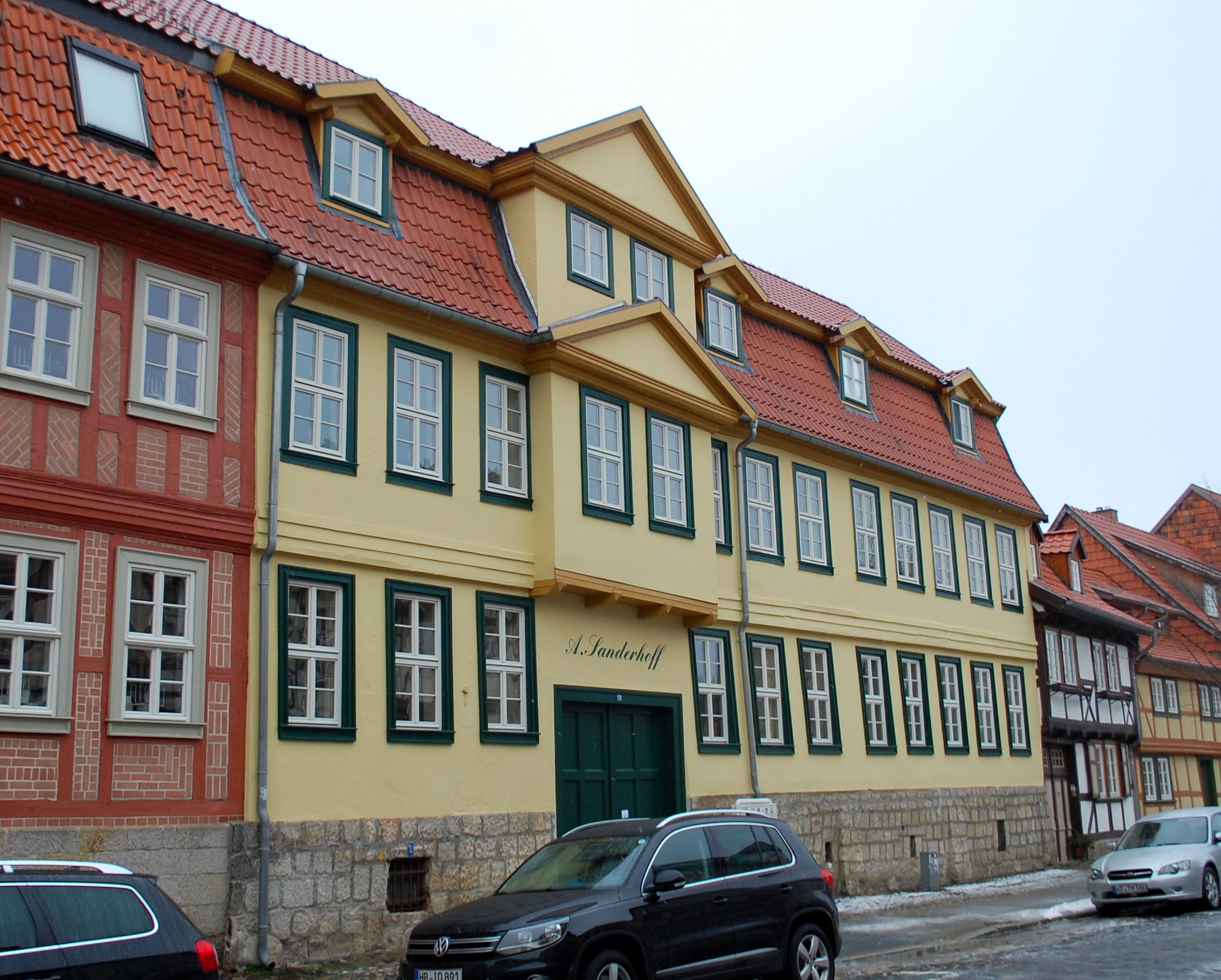
Ballstraße 28

Das Haus Ballstraße 28 ist ein denkmalgeschütztes Gebäude in der Stadt Quedlinburg in Sachsen-Anhalt.

## Lage
Es befindet sich im östlichen Teil der historischen Quedlinburger Neustadt und gehört zum UNESCO-Weltkulturerbe. Nördlich grenzt das gleichfalls denkmalgeschützte Haus Ballstraße 27, südlich das Haus Ballstraße 29 an.

## Architektur und Geschichte
Das zweigeschossige Fachwerkhaus entstand in der Zeit um 1780 auf einem hohen Quadersockel und bildete möglicherweise mit dem Nachbarhaus Ballstraße 28 einen einheitlichen Bau. Im Quedlinburger Denkmalverzeichnis ist das Haus als Ackerbürgerhaus eingetragen. Das repräsentative Gebäude weist sowohl barocke als auch frühklassizistische Architekturformen auf. Auf das Barock verweisen das Mansarddach des Hauses und die Zierausmauerungen der Gefache. Das doppelte Giebelhaus ist ein Element des Klassizismus.
Im 19. Jahrhundert erfolgte eine Umgestaltung des Hauses. In dieser Zeit wurde das Gebäude verputzt. Auch die Gestaltung der Fenster geht auf diese Zeit zurück.
Im Haus befindet sich eine Tordurchfahrt, die ein Treppenhaus im Stil des Barock beherbergt. Bemerkenswert ist die aufwendig gestaltete Balustrade.
Auf der Nordseite des Hofs steht ein aus dem 18. Jahrhundert stammender, ebenfalls in Fachwerkbauweise errichteter Gebäudeflügel. Das zweite Obergeschoss entstand im 19. Jahrhundert, das untere Stockwerk wurde erneuert.